# Štěchovice, Praha-západ
Štěchovice là một chợ huyện thuộc huyện Praha-západ, vùng Středočeský, Cộng hòa Séc.